# Чашнички рејон
Учашки рејон (блр. Чашніцкі  раён; рус. Чашникский район) административна је јединица другог нивоа у јужном делу Витепске области на северу Републике Белорусије. 
Административни центар рејона је град Чашники.

## Географија
Чашнички рејон обухвата територију површине 1.481,12 км² и на 17. месту је по површини међу рејонима Витепске области. Граничи се са Бешанковичким рејоном на северу, Сјанонским и Талачинским рејоном на истоку, на југу су рејони Минске области Крупски и Барисавски.
Теритотија овог рејона налази се на подручјима географских целина познатих као Чашничка равница и Лукомско побрђе. Више од половине територије лежи на надморским висинама испод 160 метара, док је највиша тачка код села Дабрамисли на 256 метара. Најнижа тачка налази се на ушћу реке Уле и лежи на 122 метра надморске висине. 
Најважнији водотоци су реке Ула са притокама Лукомком и Усвејком, и Еса. У јужном делу рејона налази се Лукомско језеро које је са површином од 37,71 км² пето по величини језеро у земљи. На територији рејона налази се више од 70 језера. 
Под шумама је око 24% површина. 

## Историја
Ушачки рејон је успостављен 17. јула 1924. године. 

## Демографија
Према резултатима пописа из 2009. на том подручју стално је било насељено 35.043 становника или у просеку 24 ст/км².
| 1959.  | 1970.  | 1979.  | 1989.  | 1999.  | 2009.  | 2014.   |
| ------ | ------ | ------ | ------ | ------ | ------ | ------- |
| 44.532 | 47.445 | 46.895 | 43.602 | 41.985 | 35.043 | 32.241* |

Напомена: * према процени националног завода за статистику.
Основу популације чине Белоруси са 91,43% и Руси са 6,91% док остали чине 1,66% популације. 
Административно, рејон је подељен на подручје градова Чашники који је уједно и административни центар и Новалукомљ и на 8 сеоских општина. На територији рејона постоји укупно 229 насељених места. 

## Саобраћај
Преко територије рејона пролази важан железнички путни правац на релацији Орша—Лепељ и важни друмски правци ка Минску и Витепску.